# Maidoly Poumier
Maidoly Machado Poumier (født 2. januar 1984) er en håndboldspiller fra Cuba. Hun spiller på Cubas håndboldlandshold, og deltog under VM 2011 i Brasilien.